# Paracoccus townsendi
Paracoccus townsendi är en insektsart som först beskrevs av Cockerell 1893.  Paracoccus townsendi ingår i släktet Paracoccus och familjen ullsköldlöss. Inga underarter finns listade i Catalogue of Life.